# ریچ مانلی
ریچ مانلی (به انگلیسی: Rich Manley) (زاده ۱۶ ژوئن ۱۹۸۶) بازیگر آمریکایی است.
از فیلم‌های معروف او می‌توان به بازی در فیلم شوالیه و روز اشاره کرد.